# 周阮郇瑤
周阮郇瑤（1919年2月5日—2009年9月22日），台湾著名女传教士、基督教女学者。浙江宁波人，台湾首牧周聯華之妻。

## 生平
阮郇瑤生于上海，祖籍慈谿县。出生于基督教世家，父亲阮文友为慈谿县牧師。母亲沈望允早逝，继母沈梅娟为民国著名妇产科医生，上海婦產科醫院主任。弟阮郇标(Robert Yuan)，著名美籍华人神经外科医生。外曾祖父沈載琛为中華聖公會首位华人主教。 
阮早年并毕业于寧波仁德女校。后赴上海，毕业于聖瑪利亞女子中學。1944年，畢業於上海滬江大學。毕业后留校任圖書館員，在校期间相识周聯華，二人介绍人是传教士高樂民(Inabelle Coleman)。1946年，阮于滬江大學禮拜堂受洗。1947年7月29日，與周于上海國際禮拜堂結婚，婚后冠夫姓。1948年入读上海中华浸会神学院。
1949年2月，以教会全奖赴美留学，入读美國肯塔基州路易斯市之南方浸信會神學院，研修宗教教育，并於1951年畢業，留校任图书馆员。1954年8月15日，赴台灣，于台灣浸信會神學院任教。1955年9月，在浸信會懷恩堂任師母。亦任台灣浸信會神學院圖書館館長。并发展台灣浸信會之女傳道會，并任浸信會女傳道會聯會首任会长、執行幹事，长达20年。1982年，任聯會顧問，直至2002年。
2009年9月22日，于台北新生南路家裡辞世，享寿90岁。